# 乌日策共和国

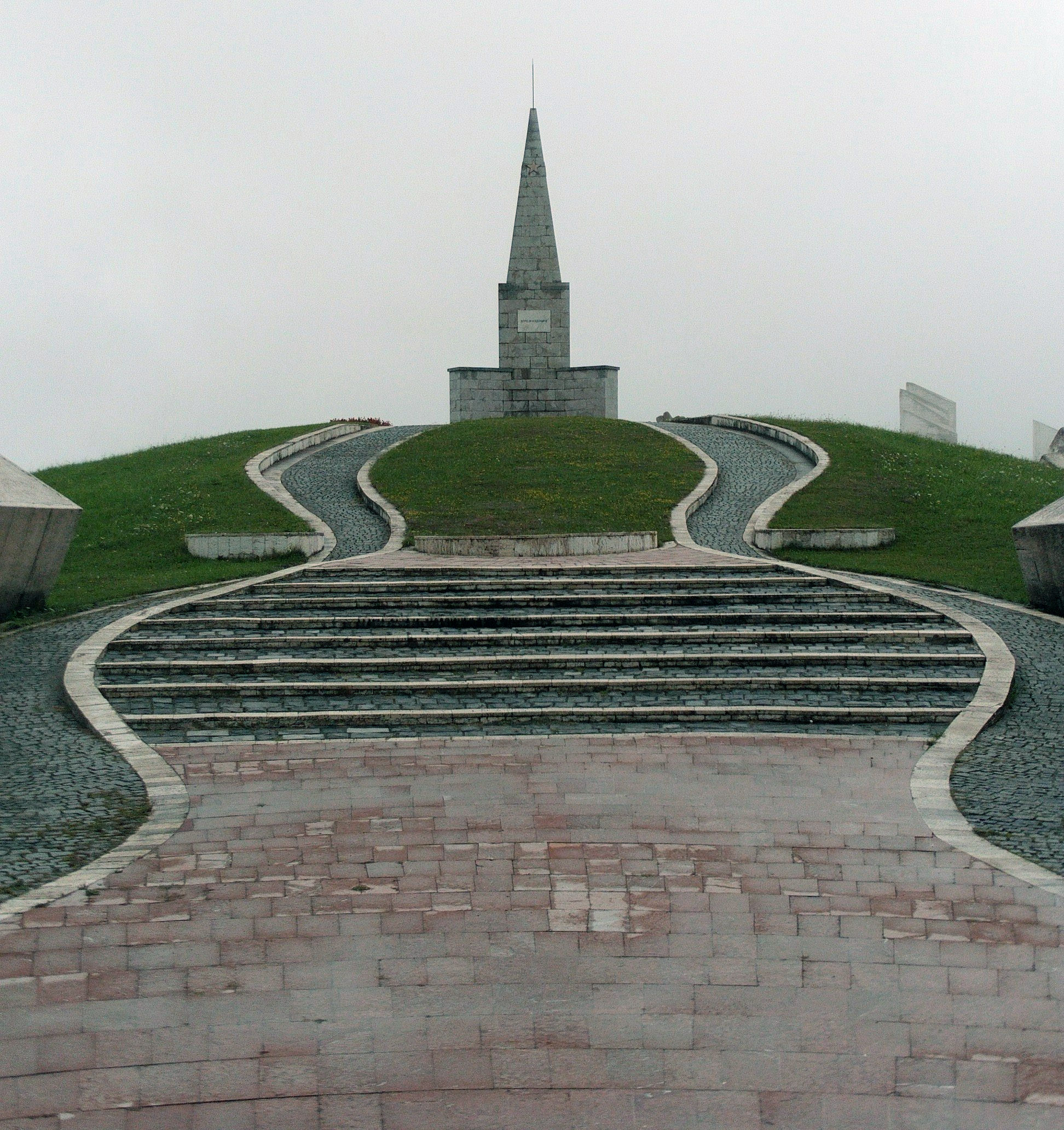
紀念卡丁賈查山之役中陣亡遊擊隊員的紀念碑

烏日策共和國是反納粹德國勢力在軸心國佔領下的南斯拉夫領土內成立的一個國家，也是二戰時歐洲第一塊“解放領土”。1941年秋天，烏日策共和國在被軸心國佔領的南斯拉夫塞爾維亞軍事指揮官管轄區的西部地區成立。烏日策共和國由遊擊隊建立，其行政中心位於烏日策。1941年11月29日，在烏茲採行動後，重新被納粹德國佔領。

## 疆域
烏日策共和國包括被佔南斯拉夫領土的西部大部分地區，總人口估計超過30萬，其他來源稱人口近百萬。其位於北部的瓦列沃-巴伊納巴什塔線、西部的德里納河、東部的大摩拉瓦河和南部的拉什卡地區之間。
根據不同來源提供的有關共和國的規模，其領土可能為1.5萬或2萬平方公裏。

## 歷史
烏日策共和國政府由「人民委員會」（odbori）組成，遊擊隊開設學校並出版報紙 Borba （意為「鬥爭」）。他們甚至設法運營郵政系統和約145公里長的鐵路，並在烏日策銀行的地下金庫中運營彈藥工廠。
1941年11月，在第一次反遊擊隊攻勢中，德國再次佔領這片領土，而大部分遊擊隊部隊則逃往波士尼亞、桑扎克和蒙特內哥羅，在波士尼亞的福查重新集結。

### 終結
約瑟普·布羅茲·狄托當時奉行的左翼政策（後來被稱為左傾的錯誤），這在很大程度上導致了遊擊隊成立的烏日策共和國的失敗。由於親法西斯的塞爾維亞政府將遊擊隊描述為由外國人領導的組織，塞爾維亞人民轉而反對起義和「遊擊隊叛亂分子」。1941年12月初，
遊擊隊從塞爾維亞轉移到波士尼亞（克羅埃西亞獨立國的一部分），並與已經離開蒙特內哥羅的戰友會合。

## 衍生文化
1974年上映的南斯拉夫电影《乌日策共和国》，講述了烏日策共和國的故事。